# 15-idrossiprostaglandina deidrogenasi (NAD+)
La 15-idrossiprostaglandina deidrogenasi (NAD+) è un enzima appartenente alla classe delle ossidoreduttasi, che catalizza la seguente reazione:
(5Z,13E)-(15S)-11α,15-diidrossi-9-ossoprost-13-enoato + NAD+ ⇄ (5Z,13E)-11α-idrossi-9,15-diossoprost-13-enoato + NADH + H+
L'enzima agisce sulla prostaglandina E2, F2α e B1, ma non sulla prostaglandina D2. 